# Gheorghe Petz
Gheorghe Petz, scris uneori Gheorghe Peț, (n. 14 aprilie 1894, Hârlău, România – d. 20 martie 1974, Butea, Republica Socialistă România) a fost un preot romano-catolic român, care a îndeplinit funcția de ordinarius substitutus (locțiitor de episcop) al Diecezei de Iași (25 mai – 15 noiembrie 1950). În cursul exercitării acestei funcții a fost arestat pe 30 octombrie 1950 de Securitate, din motive politice.

## Biografie
Gheorghe Petz s-a născut la data de 14 aprilie 1894, în orașul Hârlău (azi în județul Iași), în familia tâmplarului și apicultorului Anton Petz și a soției sale, Iosefina. Cei doi au avut 16 copii, dintre care doi au devenit preoți romano-catolici: Gheorghe și Anton (cu 15 ani mai tânăr decât fratele său, a fost paroh la Răchiteni și Iugani). În anul 1905 părinții săi au construit o biserică pe terenul grădinii lor din Hârlău, biserica fiind sfințită la data de 2 octombrie 1905.
A fost admis la studii la Seminarul Romano-Catolic din Iași la 14 martie 1907. În perioada desfășurării Primului Război Mondial, a lucrat ca agent sanitar în spitalele armatei. Odată terminat războiul, în perioada 1919-1922, Gheorghe Petz a fost trimis pentru studii teologice la Colegiul „De Propaganda Fide” din Roma, unde a obținut titlul științific de doctor în teologie. A fost hirotonit preot la Roma, în data de 17 decembrie 1921.
La revenirea în țară, părintele dr. Petz a fost numit profesor și prefect la Seminarul Romano-Catolic „Sf. Iosif” din Iași, unde a activat timp de șapte ani.
La sfârșitul lunii noiembrie 1928 părintele Petz a fost numit, prin decret episcopal al episcopului Mihai Robu, în postul de preot-paroh al Parohiei Romano-Catolice „Trupul și Sângele Domnului” din satul Gherăești (județul Neamț). În calitate de paroh, pr. Petz s-a dovedit un foarte bun administrator parohial, veghind la dezvoltarea armonioasă a vieții creștine în parohie. În paralel, el s-a ocupat și de administrarea Parohiei Romano-Catolice Bârgăuani din județul Neamț.
În toamna anului 1933, episcopul Mihai Robu l-a numit pe părintele Petz în postul de preot-paroh al Parohiei Romano-Catolice din satul Butea (județul Iași), în locul pr. Ioan Ferenț, care administrase parohia timp de zece ani și decedase la 3 august 1933. Astfel, ca urmare a deciziei episcopale, la începutul lui octombrie 1933, părintele Petz a predat administrarea Parohiei Gherăești către noul paroh, pr. Ioan Mărtinaș. Ca o apreciere a meritelor sale, a fost ales consilier episcopal și decan al Decanatului Siret.

## Conducător al Diecezei de Iași
După instaurarea în România a regimului comunist și denunțarea unilaterală la 17 iunie 1948 a Concordatului de către același regim, Biserica Romano-Catolică a fost supusă unei cenzuri severe. Pentru a asigura continuitate în conducerea diecezelor, Sfântul Scaun a intervenit cu instrucțiuni speciale, jurisdicția Diecezei fiind încredințată unor locțiitori de episcop, cu denumirea de ordinarius substitutus.
Cu ocazia sosirii la Iași a noului episcop, dr. Anton Durcovici, la 19 aprilie 1948 a avut loc în Catedrala Catolică din Iași ceremonia înscăunării acestuia, în timpul căreia preotul Gheorghe Petz a citit documentul papal de numire a lui Anton Durcovici ca episcop titular al Diecezei de Iași, iar apoi mesajul papei Pius al XII-lea către credincioșii diecezei. Părintele Petz a colaborat la conducerea Diecezei Romano-Catolice de Iași, după arestarea la 26 iunie 1949 a episcopului de Iași, Anton Durcovici. Acesta îl numise ca succesor al episcopului Marcu Glaser la deținerea jurisdicției Diecezei de Iași.
La data de 7 august 1949 au sosit la Butea două mașini de la Securitatea din Roman pentru a-l aresta pe preotul Gheorghe Petz. Alertați de clopotul bisericii, peste 3.000 de țărani s-au adunat cu furci și topoare și au răsturnat mașinile. Chemate în ajutor, trupele de securitate au intervenit cu o tanchetă și un tun, în timp ce un avion de la Miliția Iași survola localitatea aruncând petarde pentru a împrăștia mulțimea. S-au operat numeroase arestări de către Securitatea din Roman. Au fost arestați țăranii Balint, Petru Cotnăreanu, Blaj, Albert Gal, Iosif Petrina, Iosif Medveș, Dumitru Petrina etc., iar mai mulți săteni au fost răniți.
Revolta din satul Butea a fost înăbușită de o companie a Batalionului 3 Securitate Iași, activiști de partid în frunte cu Milu David (ajuns ofițer de securitate din 1950) de la secția de cadre a P.M.R. Roman, trupe de miliție și securitate de la Roman conduse de Costică Solomon (comandantul Miliției Județene) și Mircea Aramă (șeful Securității). Acțiunea de reprimare a fost coordonată de către generalul de securitate Bădescu (coordonatorul grupului operativ de luptă și comandantul Zonei a II-a Teritoriale M.A.I. Bacău). La propunerea organelor locale de partid, cinci familii au fost deportate în Dobrogea. Petru Cotnăreanu, condamnat la un an de închisoare, a murit în colonia de muncă Peninsula-Valea Neagră la vârsta de 45 ani.
După moartea episcopului Marcu Glaser la 25 mai 1950, pr. dr. Gheorghe Petz a preluat conducerea Diecezei de Iași, fiind recunoscut la 8 iunie 1950 ca succesor al episcopului de către un grup de preoți cu funcții de conducere, adunați la Gherăești, cu titlul de ordinarius substitutus, dar nu a fost recunoscut ca atare de către autoritățile comuniste ale României care doreau o Biserică Catolică nesubordonată Scaunului Papal de la Vatican. Deși organele de Securitate au încercat în aceeași zi să-l împiedice să părăsească satul Butea, autoritățile comuniste declarând comuna Butea ca fiind „contaminată de tifos exantematic”, pr. Petz a reușit să ajungă în aceeași seară la sediul Episcopiei Romano-Catolice de Iași. Ulterior, el a călătorit la București, având o serie de întâlniri cu nunțiul apostolic Gerald Patrick O'Hara (9–20 iunie 1950).
Nereușind să obțină recunoașterea calității oficiale de conducător al Diecezei Romano-Catolice de Iași, pr. Gheorghe Petz s-a întors în satul Butea la data de 2 august 1950, administrând de aici Episcopia. A fost acuzat de Securitate că i-a adăpostit în clădirile Parohiei Butea pe aviatoarea Smaranda Brăescu și pe sătenii Iosif Gal și Mihai Albert, urmăriți de Securitate, că a refuzat să dizolve „gărzile de apărare” constituite la Butea, că a refuzat să semneze „Apelul de pace de la Stockholm”, îndreptat împotriva papei Pius al XII-lea și că a refuzat să adere la acțiunile antibisericești de la Târgu Mureș. Ca urmare a acestor acuzații, părintele Petz a fost arestat la 30 octombrie 1950 de către ofițerul de securitate Dinescu din Roman și transferat la sediul Securității din București, unde a fost anchetat de ofițerul Gheorghe Enoiu.

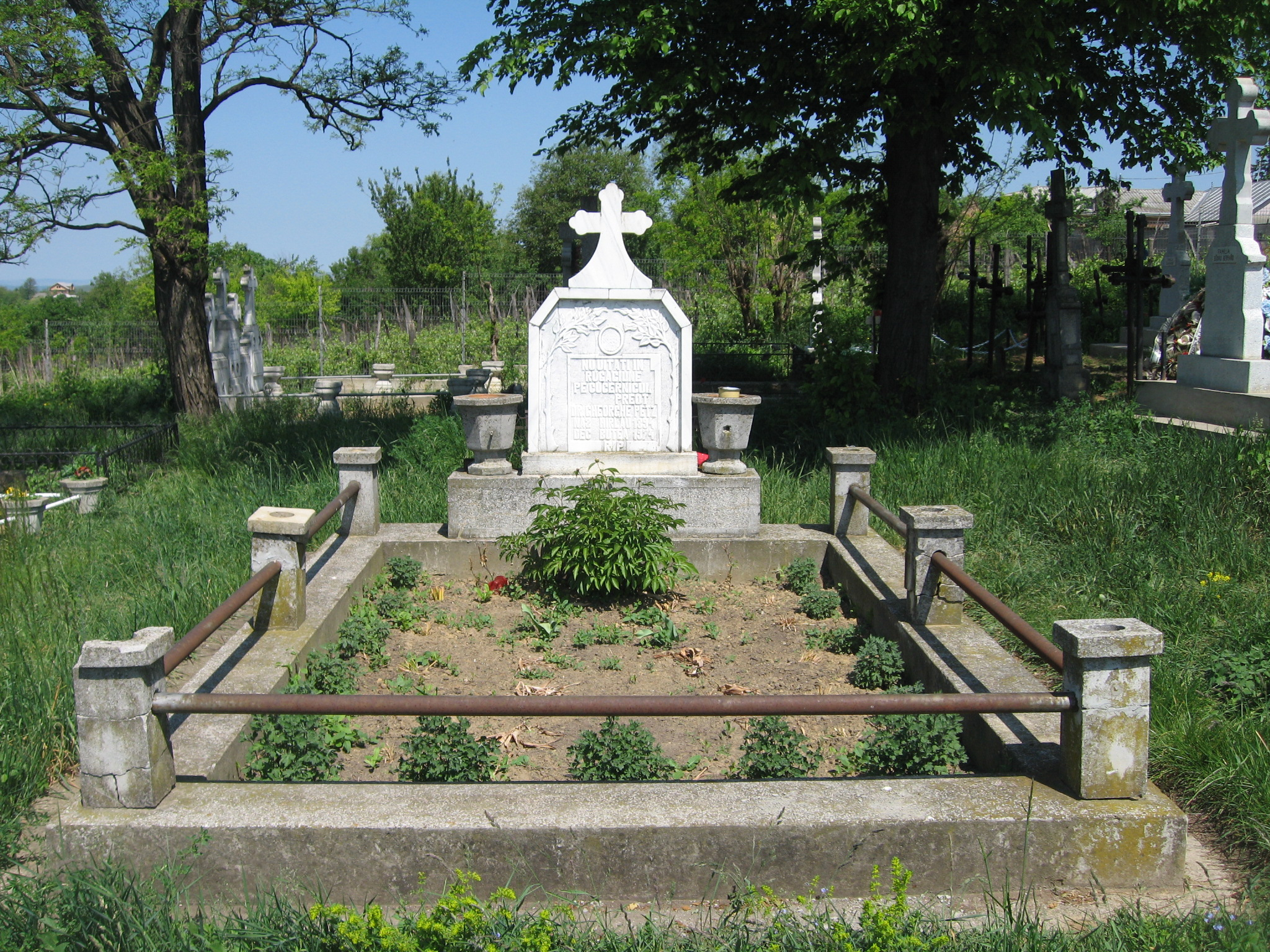
Mormântul preotului Gheorghe Petz în cimitirul parohial din Butea.

Pr. Gheorghe Petz a fost apoi judecat și condamnat prin sentința nr. 1221/26 iunie 1951, de către Tribunalul Militar București (președinte Gheorghe Cârdei) la 5 ani închisoare corecțională și confiscarea averii (pentru „agitație publică”), sentință care a rămas definitivă la 28 august 1951 prin respingerea recursului. Părintele Petz a cunoscut calvarul închisorilor comuniste în perioada 1950–1955, ajungând și la Canal, unde a suferit din cauza regimului de înfometare și de exterminare la care a fost supus. A fost eliberat din închisoare în anul 1955, cu 20 zile înainte de termen, beneficiind de o amnistie.
Eliberat din închisoare cu sănătatea zdruncinată, părintele Petz a revenit la 21 noiembrie 1955 la Butea, fiind recunoscut din nou paroh în anul următor. I s-a întocmit de Securitate un dosar de urmărire informativă, care a fost închis în anul 1967, când s-a considerat că bătrânul preot nu mai reprezenta un pericol pentru regimul ateu comunist. A continuat să locuiască la Butea și după pensionarea sa. Preotul Gheorghe Petz a încetat din viață la 20 martie 1974, fiind înmormântat în cimitirul parohial din Butea, la ceremonia sa funerară luând parte episcopul Petru Pleșca (care a rostit un discurs în care i-a omagiat personalitatea), 100 de preoți și peste 2.000 de credincioși.